# Músculo temporal
O músculo temporal costuma ser dominante em indivíduos de espécies generalistas e em carnívoros especialistas, como gatos, que possuem uma articulação temporomandibular que permite a abertura da mandíbula em um ângulo maior. Este músculo contribui para que esses animais consigam obter seus alimentos.
O músculo temporal é o segundo maior, em peso, dos músculos adutores da mandíbula, tendo em forma de leque. Situa-se na fossa temporal, originando-se na linha temporal inferior, fossa temporal e fáscia temporal. Pode ser coberto por uma longa e forte aponeurose (terminação ou origem muscular). A porção lateral superficial do músculo temporal é originada da região caudo-dorsal do arco zigomático e inserida na margem crânio lateral do processo coronoide da mandíbula. Já a porção medial tem uma extensa origem nos ossos frontal, parietal e esquamosal, inserindo nas extremidades anteriores e superiores do processo coronoide e sendo separada em duas lâminas. O músculo é inervado pelos ramos temporais profundos do nervo mandibular.
Essa musculatura tem como ações principais a elevação da mandíbula, movimento em que ela é deslocada dorsalmente e fecha a boca, ou a retração, quando suas fibras posteriores movimentam a mandíbula para trás, trazendo-a a sua posição original.